# Sneboldkampen
|  | Denne artikel er oprettet af botten PalnaBot ud fra en ekstern database. Den kan derfor have sproglige fejl eller mangler. Denne skabelon kan fjernes efter kontrol af indholdet. |

Sneboldkampen er en film instrueret af Peter Padrón Hernández.

## Handling
Det får uheldige konsekvenser, da nogle kække drenge vil smide snebolde efter hinanden og i mangel af sne vælger at kaste sten i stedet.